# Valdemanco
Valdemanco ist eine Gemeinde (municipio) mit 1.052 Einwohnern (Stand: 2024) in der Autonomen Gemeinschaft Madrid im Zentrum Spaniens. Zur Gemeinde gehört der Ortsteil Cerro Matallera.

## Lage und Klima
Valdemanco liegt etwa 58 Kilometer nördlich von Madrid in einer Höhe von ca. 1140 m.

## Bevölkerungsentwicklung
| Jahr      | 1970 | 1981 | 1991 | 2001 | 2011 | 2021 |
| Einwohner | 348  | 446  | 487  | 517  | 972  | 1021 |

Der Bevölkerungsschub zu Beginn des 21. Jahrhunderts ist auf den Neubau von Wohnsiedlungen zurückzuführen.

## Wirtschaft und Infrastruktur
Die Gemeinde war jahrhundertelang landwirtschaftlich orientiert; im Ort selbst ließen sich Händler, Handwerker und Dienstleister aller Art nieder.

## Sehenswürdigkeiten
- Maria-vom-Berg-Karmel-Kirche (Iglesia de Nuestra Señora del Carmen)
- Rathaus

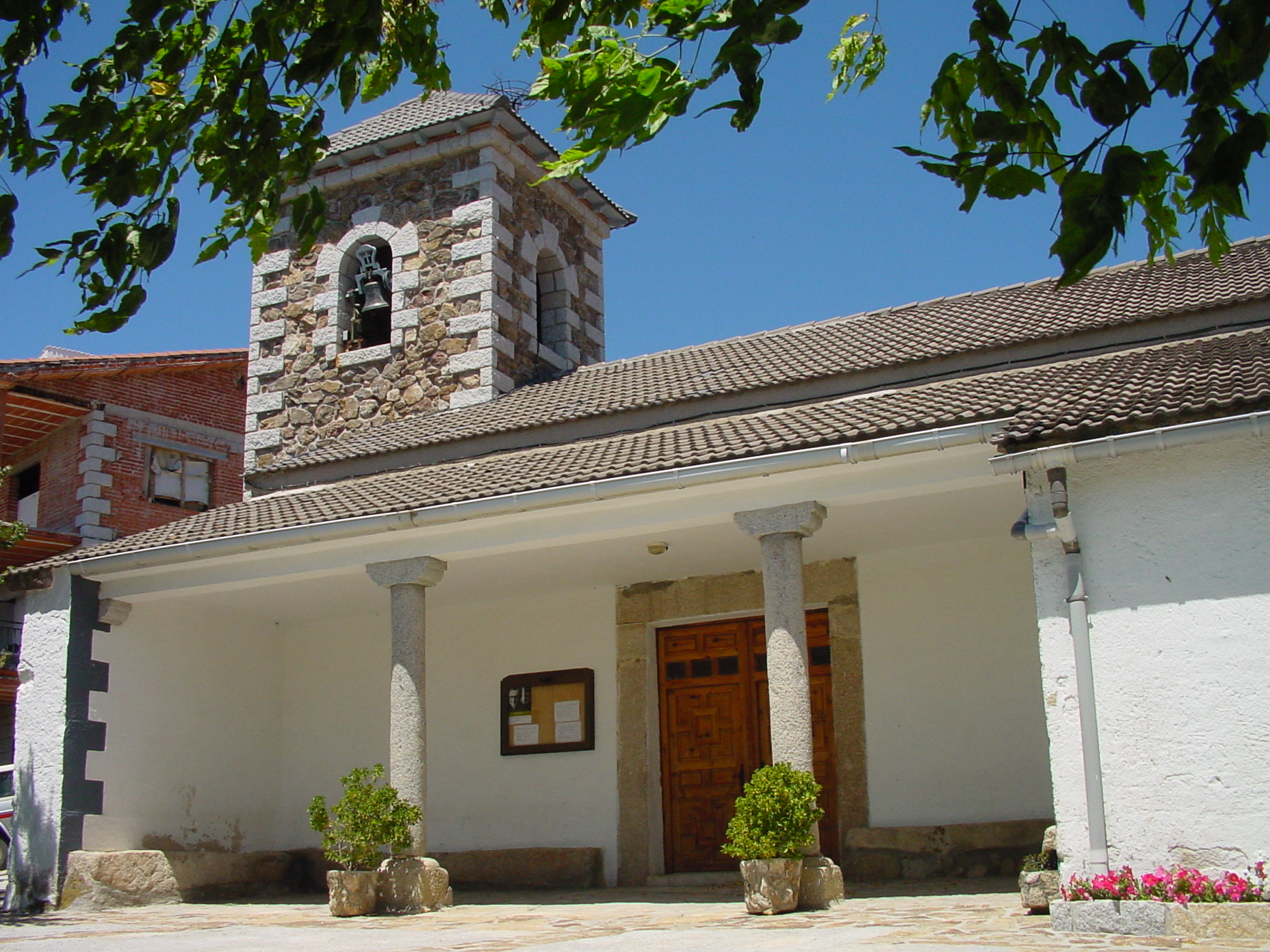
Maria-vom-Berg-Karmel-Kirche
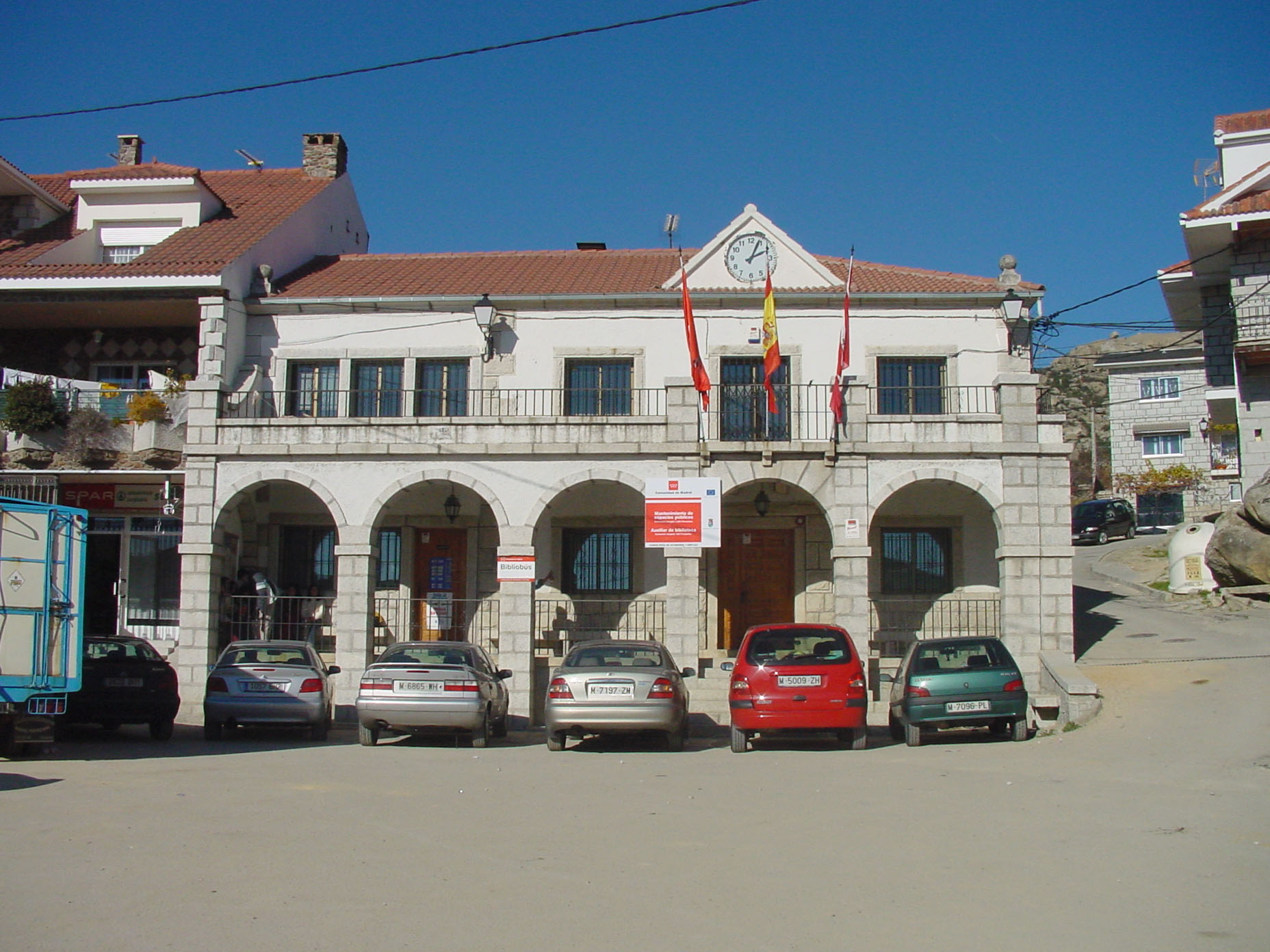
Rathaus